# Kjustendil (provins)
Kjustendil er en af de 28 provinser i Bulgarien, beliggende i den vestlige del af landet, på grænsen til Bulgariens nabolande Serbien og Makedonien. Provinsen har et areal på 3.084 kvadratkilometer, og et indbyggertal (pr. 2009) på 161.728.Folketællingen 7. september 2021 viste et indbyggertal på 111.736 i provinsen. Klik på referencen under indledningen i artiklen om Bulgarien for resultat af folketælling.
Kjustendils hovedstad er byen Kjustendil, der med sine ca. 59.000 indbyggere også er provinsens største by. Af andre store byer kan nævnes Dupnitsa (ca. 43.000 indbyggere) og Bobov dol (ca. 7.000 indbyggere). Provinsen er fyldt af bjergrige egne, idet landets største bjergkæde, Rila-bjergene, skærer sig igennem. I disse bjerge ligger det berømte Rila-kloster, der er optaget som en bevaringsværdig bygning på UNESCOs Verdensarvsliste.
94 procent af befolkningen i Kjustendil er etniske bulgarere, mens fem procent er romaer.